# Matrimonios y algo más
Matrimonios y algo más fue una serie de humor argentina creada por Hugo Moser en el año 1968 en Canal 13. En esa época estaba de moda el género picaresco, y se retrataba todo tipo de aventuras y desventuras que le tocaba vivir a la familia argentina tipo ya sea de clase media alta como baja.

## Temática
En su elenco original estaba Susana Giménez quien ganó el Premio Martín Fierro como revelación en el año 1970, esta estructura duró hasta el año 1972.
La segunda etapa  fue realizada en Canal 11 iniciando en el año 1983 y terminando en el año 1987 donde parodiaban las diferentes crisis económicas y sociales durante el gobierno de Raúl Alfonsín.
La tercera etapa fue hecha en canal 2 durante los años 1987 hasta 1989, en el transcurso de la misma los temas principales fueron dos: las elecciones presidenciales donde ganó Carlos Menem, que fue parodiado por los actores Hugo Arana y Cristina del Valle en el sketch de "El groncho" a través de su bebé recién nacido Carlitos Saul; y cómo puede "llegar a fin de mes" una familia tipo. En el mismo surgió un personaje clásico: "Cornichelli y señora", protagonizados por Fernando Siro y Dalma Milebo.
La cuarta etapa fue en canal 13 donde cumplió sus treinta años en el año 1989 hasta el año 1992, el tema fue ampliando en la figura de Carlos Menem como presidente ya electo.
La quinta etapa fue en canal 2 convertido en América durante los años 1992 hasta 1996.
La última etapa del ciclo humorístico fue en el año 2001 en Azul Televisión, donde parodiaban en tono sarcástico la caída del gobierno de Fernando de la Rúa. En el 2003 murió su creador, Hugo Moser.
Actualmente, las repeticiones del programa se siguen emitiendo semanalmente en el canal Volver.

## Elenco
- Elena Cruz
- Olga Zubarry
- Atilio Marinelli
- Elsa Daniel
- Enzo Viena
- Iair Dichi
- Carmen Barbieri
- Marcela López Rey
- Gilda Lousek
- Juan Carlos Dual
- Juan Carlos Galván
- Susana Giménez
- Gianni Lunadei
- Perla Caron
- Stella Maris Lanzani
- Rodolfo Ranni
- Estela Molly
- Bettina Vardé
- Edda Bustamante
- Mirta Busnelli
- Jorge Mayorano
- Pepe Novoa
- Alfonso de Grazia
- Willy Ruano
- Zulma Faiad
- Mónica Ayos
- Juan Darthés
- Iliana Calabro
- Adriana Salgueiro
- Sandra Domínguez
- Adriana Quevedo
- Mariquena Riera
- Gabriel Goity
- Guillermo Francella
- Noemí Alan
- Gloria Montes
- Hugo Arana
- Cristina del Valle
- Dalma Milebo
- Gonzalo Urtizberea
- Roberto Antier
- Victoria Carreras
- Aída Luz
- Julia Sandoval
- Daniel Miglioranza
- Fernando Lupiz
- César Pierry
- Andrea Acatto
- Silvia Suller
- María Eugenia Ritó
- Mónica Gonzaga
- Nanci Guerrero
- Adriana Basualdo
- Cali Adinolfi
- Diana Maggi
- Moria Casán
- Luisa Albinoni
- Ricardo Lavié
- Marzenka Novak
- Romina Gay
- Georgina Barbarossa
- Nicolás Scarpino
- Enrique Liporace